# Station Dale
Station Dale is een spoorwegstation in Dale in de gemeente Vaksdal in Noorwegen. Het stationsgebouw uit 1883 is een ontwerp van Balthazar Lange. Dale is sinds 1980 onbemand. Naast een enkele trein op de lijn naar Oslo wordt het station enkel door stoptreinen tussen Bergen en Voss aangedaan.